# جيسون ويفر
جيسون ويفر (بالإنجليزية: Jason Weaver)‏ هو مغني وممثل أمريكي، ولد في 18 يوليو 1979 بشيكاغو في الولايات المتحدة.

## أعمال

### أفلام
- (1994) الأسد الملك[5]

## وصلات خارجية
- جيسون ويفر على موقع IMDb (الإنجليزية)
- جيسون ويفر على موقع ألو سيني (الفرنسية)
- جيسون ويفر على موقع ميوزك برينز (الإنجليزية)
- جيسون ويفر على موقع أول موفي (الإنجليزية)
- جيسون ويفر على موقع قاعدة بيانات الأفلام السويدية (السويدية)
- جيسون ويفر على موقع إن إن دي بي (الإنجليزية)
- جيسون ويفر على موقع ديسكوغز (الإنجليزية)
- جيسون ويفر على موقع قاعدة بيانات الفيلم (الإنجليزية)
- جيسون ويفر على موقع كينوبويسك (الروسية)